# Symmimetis confusa
Symmimetis confusa är en fjärilsart som beskrevs av W. Warren 1906. Symmimetis confusa ingår i släktet Symmimetis och familjen mätare. Inga underarter finns listade i Catalogue of Life.